# Chinique
Chinique é uma cidade da Guatemala do departamento de El Quiché.